# Traité de Dancing Rabbit Creek
Le traité de Dancing Rabbit Creek est un traité signé en 1830 entre les représentants de la nation Choctaw et le gouvernement des États-Unis obligeant les populations amérindiennes à quitter leur lieu d'habitation pour émigrer au-delà du fleuve Mississippi.

## Condition politique
Cette politique gouvernementale, connue sous le nom de l'Indian Removal Act (Acte de déplacement des Indiens), fut une loi des États-Unis datant du 26 mai 1830 et proposée par Andrew Jackson. Cette loi répressive ordonna la déportation des Indiens d'Amérique vivant dans les territoires compris entre les treize États fondateurs et le fleuve Mississippi, vers un territoire situé à l'ouest de ce fleuve. Ce déplacement forcé concerna 60 000 Amérindiens.
À la suite de cette décision politique, s'engagent des négociations entre le gouvernement fédéral et les représentants des nations amérindiennes.

## Négociations du traité
La nation Choctaw, une des cinq tribus civilisées concernées par l'Acte de déplacement des Indiens, sera représentée par de grands chefs Greenwood LeFlore, avocat de formation, et Mushulatubbee qui vont défendre et jouer de leur influence pour protéger au maximum leur nation Choctaw des volontés américaines de déplacement des populations amérindiennes. Face à eux, les représentants du gouvernement américain avec notamment John Eaton, avocat et juriste à Washington et John Coffee.
Le 27 septembre 1830, ils signent le traité de Dancing Rabbit Creek qui oblige les Choctaws a quitter leur territoire ancestral mais leur permet d'obtenir en compensation la plus grande réserve indienne située à l'ouest du fleuve Mississippi. Ainsi les Choctaw doivent laisser derrière eux 45 000 km2 de territoires (aujourd'hui dans l'État du Mississippi), mais récupèrent 60 000 km2 situés à l'ouest du fleuve Mississippi dans le futur État de l'Oklahoma).
Le traité fut ratifié par le Sénat le 25 février 1831.
Les Choctaws émigrèrent par trois vagues successives : 1831, 1832 et 1833.
15 000 Choctaws quittèrent leurs terres du Mississippi pour celles de l'Oklahoma.
Ceux qui restèrent subirent des harcèlements de la part des Américains, conflits juridiques, maisons incendiées, bétails volés, champs détruits, ainsi que violences physiques jusqu'à mort d'homme.

## Termes du traité
- 1. Paix perpétuelle et d'amitié.
- 2. Des terres (dans ce qui est aujourd'hui l'Oklahoma) à l'ouest du fleuve Mississippi seront transmises à la nation Choctaw.
- 3. Les terres à l'est de la rivière Mississippi seront cédées et devront être libérées à partir de 1831 et jusqu'en 1833.
- 4. L'autonomie de la nation Choctaw (Oklahoma) et de ses descendants sera assurée par les lois des États et territoires américains pour toujours.
- 5. Les États-Unis établiront un protectorat sur la nation Choctaw.
- 6. Tout Choctaw ou groupes de Choctaws commettant des actes de violence contre des citoyens américains ou leurs biens seront remis aux autorités américaines.
- 7. Les délits à l'encontre des Choctaws et de leurs biens par des citoyens américains ou d'autres tribus seront examinés et la justice appliquée.
- 8. Pas d'hébergement pour les fugitifs américains, tous les frais liés à leur capture seront versés par les États-Unis.
- 9. Les personnes seront commandées par la nation Choctaw.
- 10. Les commerçants doivent avoir une autorisation écrite.
- 11. Les cours d'eau navigables seront libres pour les Choctaws, des bureaux de poste seront établis dans la nation Choctaw, et des postes militaires ainsi que des routes seront créés.
- 12. Les intrus seront expulsés de la nation Choctaw. Les citoyens des États-Unis qui voleront des biens choctaw devront les restituer et les délinquants seront punis. Les délinquants Choctaw aux lois des États-Unis seront jugés avec un procès équitable et impartial.
- 13. Un représentant américain sera désigné auprès des Choctaws tous les quatre ans.
- 14. Les Choctaws peuvent devenir citoyens américains et ont droit à 640 acres (2,6 km2) de terre (dans le Mississippi), avec un terrain supplémentaire pour les enfants.
- 15. Des terres seront accordées aux chefs des Choctaw (Greenwood LeFlore, Musholatubbee, et Nittucachee) avec des rentes accordées à chacun d'eux.
- 16. Le transport des populations dans des chariots et des bateaux à vapeur sera à la charge des États-Unis. La nourriture sera fournie lors du déplacement et pendant les douze mois qui suivront leur installation dans leurs nouveaux hébergements. Des remboursements seront assurés pour les bovins laissés dans le territoire du Mississippi.
- 17. Indemnités supplémentaires après le déplacement et d'autres traités.
- 18. Choctaw Pays d'enquête
- 19. Terres octroyées à Garland, au colonel Robert Cole, Tuppanahomer, John Pytchlynn, Charles Juzan, Johokebetubbe, Eaychahobia et Ofehoma.
- 20. Améliorer la condition des Choctaw par l'éducation. Fournir des outils, des armes, et de l'acier.
- 21. Les guerriers Choctaw qui ont combattu avec le général américain Wayne durant la révolution américaine et la guerre indienne du Nord-Ouest recevront une rente.
- 22. Les délégués Choctaw reçus à la Chambre des représentants américaine.

## Sources
1. ↑  Satz, Ronald. The Mississippi Choctaw: From the Removal Treaty to the Federal Agency. in Samuel J. Wells et Roseanna Tubby. After Removal, The Choctaw in Mississippi. Jackson and London: University Press of Mississippi